# Edmilson Tadeu Canavarros dos Santos
Edmilson Tadeu Canavarros dos Santos, S.D.B. (Corumbá, 3 de dezembro de 1967) é um prelado brasileiro da Igreja Católica, atualmente bispo prelado de Itacoatiara.

## Biografia
Edmilson fez sua profissão religiosa na Congregação dos Salesianos de Dom Bosco em 31 de janeiro de 1988, em Indápolis (MS). Estudou filosofia na Universidade Católica Dom Bosco em Campo Grande e teologia no Instituto Teológico Pio XI em São Paulo. Foi ordenado em Campo Grande, em 7 de dezembro de 1996.
Atuou como contra-mestre de noviços em Indápolis (1997), e posteriormente diretor do Instituto São Vicente em Campo Grande (2000). Também foi diretor geral do Colégio Salesiano e Faculdades Salesianas (2002) em Lins e colaborou com a formação de presbíteros de sua congregação, no Instituto Teológico Pio XI, em São Paulo, de onde assumiu a direção (2005- 2008). Também atuou como vice-provincial da Missão Salesiana de Mato Grosso, vice-inspetor (2008-2014) e diretor do pós-noviciado (2010-2014). Em 2014, assumiu a direção da Obra Salesiana de Corumbá e também foi diretor Pedagógico da Faculdade Santa Tereza (2013-2014). No momento de sua nomeação, atuava em Campo Grande como pároco da Paróquia Nossa Senhora Auxiliadora e diretor da Obra Social Paulo VI.
Em 12 de outubro de 2016, Padre Edmilson foi nomeado bispo titular de Feradi minori e bispo auxiliar da Arquidiocese de Manaus.
Recebeu a ordenação episcopal em 12 de dezembro de 2016, dia de Nossa Senhora de Guadalupe, no Ginásio Poliesportivo Dom Bosco, em Campo Grande, através do arcebispo de Manaus, Dom Sérgio Eduardo Castriani, C.S.Sp., acompanhado do arcebispo de Campo Grande, Dom Dimas Lara Barbosa, e do bispo de Corumbá, Dom Segismundo Martinez Alvarez. Foi o primeiro bispo natural de Mato Grosso do Sul.
Foi o bispo referencial para a juventude na Arquidiocese e no Regional Norte 1 da CNBB, além de ser o vigário episcopal para a Região Episcopal Nossa Senhora dos Navegantes, que corresponde às Zonas Centro Sul e Leste da Capital e os municípios cujo acesso se faz pelo Porto da Ceasa. Também acompanhou movimentos, Novas Comunidades, Pastoral da Educação e a Vida Religiosa Consagrada junto à Conferência dos Religiosos do Brasil.
Em 2017, recebeu o título de Hóspede de Honra do Município de Corumbá, em 2018 de Cidadão do Amazonas e em 2023, de Cidadão de Manaus.
Em 29 de julho de 2024, Dom Edmilson foi nomeado pelo Papa Francisco como administrador apostólico da Prelazia de Itacoatiara.
Em 22 de agosto de 2024, foi nomeado pelo Papa Francisco como bispo prelado da Prelazia de Itacoatiara.